# Agrupación Deportiva Baloncesto Femenino Zaragoza
La Agrupación Deportiva Baloncesto Femenino Zaragoza è stata una società spagnola di pallacanestro femminile con sede a Saragozza.

## Storia
Ha partecipato a un'edizione di Coppa dei Campioni e a tre di Coppa Ronchetti.
Sponsorizzata dal Banco Zaragozano, ha vinto la Coppa della Regina il 14 maggio 1990, nella final four di Jerez de la Frontera, per 95-94 sul Microbank El Masnou.
Retrocede nel 1995-1996. Nel 2000, è fondato un altro club cittadino di massima divisione, il Club Deportivo Basket Zaragoza.

## Palmarès
- Coppa della Regina: 1

1990